# Joel Funk Asper

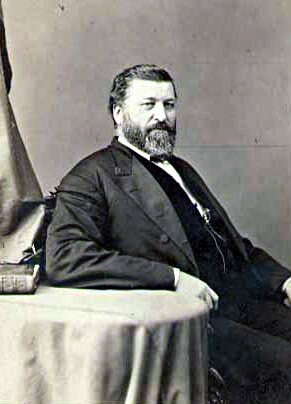
Joel Funk Asper

Joel Funk Asper (* 20. April 1822 im Adams County, Pennsylvania; † 1. Oktober 1872 in Chillicothe, Missouri) war ein US-amerikanischer Politiker. Zwischen 1869 und 1871 vertrat er den Bundesstaat Missouri im US-Repräsentantenhaus.

## Werdegang
Im Jahr 1827 zog Joel Asper mit seinen Eltern in das Trumbull County in Ohio, wo er die öffentlichen Schulen besuchte. Nach einem anschließenden Jurastudium und seiner 1844 erfolgten Zulassung als Rechtsanwalt begann er in Warren in diesem Beruf zu arbeiten. Dort war er im Jahr 1846 auch als Friedensrichter tätig. 1847 wurde er Staatsanwalt im Geauga County. Politisch war Asper damals Mitglied der kurzlebigen Free Soil Party, deren Bundesparteitag er im Jahr 1848 als Delegierter besuchte. In der Folge arbeitete er auch in der Zeitungsbranche. 1849 gab er die Zeitung „Western Reserve Chronicle“ heraus. Ein Jahr später zog er nach Iowa, wo er den „Chardon Democrat“ verlegte.
Während des Bürgerkrieges stellte er eine eigene Kompanie im Heer der Union zusammen, die er als Hauptmann kommandierte. In der Armee stieg er bis 1863 zum Oberstleutnant auf. Wegen einer Verwundung musste er in diesem Jahr den aktiven Dienst quittieren. 1864 war er nochmals für einige Monate Oberst einer Freiwilligeneinheit aus Ohio. Er gehörte zu den Truppen, die das Kriegsgefangenenlager Johnson’s Island bewachten.
Nach dem endgültigen Ende seiner Militärzeit zog Asper nach Chillicothe in Missouri, wo er als Anwalt praktizierte. Im Jahr 1866 gründete er die Zeitung „Spectator“. Politisch war er inzwischen Mitglied der Republikanischen Partei geworden. 1868 war er Delegierter zur Republican National Convention in Chicago, auf der General Ulysses S. Grant als Präsidentschaftskandidat nominiert wurde. Bei den Kongresswahlen desselben Jahres wurde Asper im siebten Wahlbezirk von Missouri in das US-Repräsentantenhaus in Washington, D.C. gewählt, wo er am 4. März 1869 die Nachfolge von Benjamin F. Loan antrat. Da er im Jahr 1870 auf eine weitere Kandidatur verzichtete, konnte er bis zum 3. März 1871 nur eine Legislaturperiode im Kongress absolvieren. In dieser Zeit wurde der 15. Verfassungszusatz ratifiziert.
Nach seinem Ausscheiden aus dem US-Repräsentantenhaus war Joel Asper wieder als Rechtsanwalt tätig. Er starb am 1. Oktober 1872 in Chillicothe, wo er auch beigesetzt wurde.